# ISO/IEC 7810

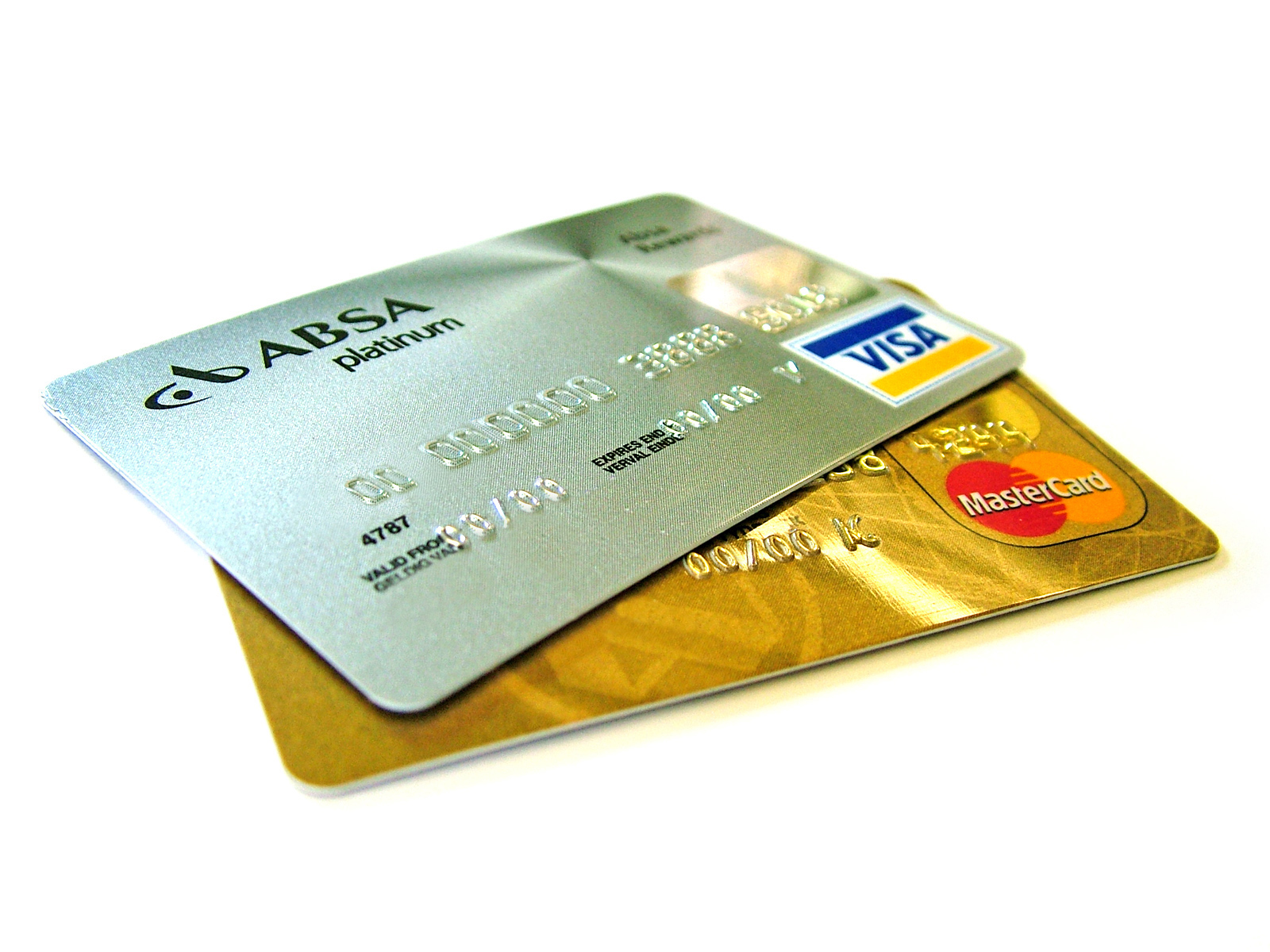
Банковские платёжные карточки

|                    | Метрические     | Имперские   |
| ------------------ | --------------- | ----------- |
| Ширина             | 85,6 ± 0,13 мм  |             |
| Высота             | 53,98 ± 0,06 мм | 2+1⁄8 дюйма |
| Толщина            | 0,76 ± 0,08 мм  | 1⁄32 дюйма  |
| Радиус закругления | 3,18 ± 0,3 мм   | 1⁄8 дюйма   |

Пла́стиковая ка́рта — пластина стандартных размеров (чаще всего 54×86×0,76 мм), изготовленная из специальной, устойчивой к механическим и термическим воздействиям пластмассы. Карты различаются по своему назначению, функциональным и техническим характеристикам.
Пластиковые карты применяются (возможно несколько применений для одной карты):
- для опознания их владельца;
- как аналог платёжных средств;
- для участия в программах лояльности (мини-карты/брелоки, подарочные, дисконтные, рекламные/клубные, пропуска/удостоверения, сертификаты качества для готовой продукции, бесконтактные карты и т. п.);

Объединяют эти карты стандарты, которые определяют практически все свойства пластиковых карточек, начиная от физических свойств пластика, размеров карточки и заканчивая содержанием информации, размещаемой на карточке тем или иным способом:
- ISO-7810 «Идентификационные карты — физические характеристики»;
- ISO-7811 «Идентификационные карты — методы записи»;
- ISO-7812 «Идентификационные карты — система нумерации и процедура регистрации идентификаторов эмитентов» (5 частей);
- ISO-7813 «Идентификационные карты — карты для финансовых транзакций»;
- ISO-4909 «Банковские карты — содержание третьей дорожки магнитной полосы»;
- ISO-7816 «Идентификационные карты — карты с микросхемой с контактами» (6 частей).

## Виды пластиковых карт по назначению
- идентификационные карты:
  - паспорта
  - водительские удостоверения, техпаспорта автомобиля
  - социальные карты (например, социальная карта студента в Москве)
  - удостоверения личности (для различных групп людей, например, избирателей, малоимущих и т. п.)
  - карты депутатов для голосования
  - визитные карточки
- карты лояльности (назначение определяется в зависимости от вида программы лояльности): дисконтные карты, подарочные сертификаты, клубные карты, накопительные/бонусные карты
- банковские платёжные карты
  - кредитные карты
  - дебетовые карты
  - таможенные карты

- карты связи
  - SIM-карты (только ранние SIM-карты выполнялись в полноразмерном виде по стандарту ISO 7810)
  - USIM-карты
  - R-UIM-карты
  - таксофонные карты
- предоплатные карты
  - скретч-карты. Обычно предназначены для оплаты услуг связи.
  - карты оплаты проезда (электронный проездной)
  - топливные карты
  - телефонные карты (проводная, беспроводная и IP-телефония)
  - карты доступа цифрового телевидения
  - карты оплаты электроэнергии
  - карты оплаты парковки
  - карты с ключами активации компьютерной игры

## Виды пластиковых карт по технологии
- карты без носителей цифровой информации
- карты со штрих-кодом
- карты с магнитной полосой, хранят десятки байт на магнитной полосе
- смарт-карты — карты с чипом (микропроцессором со встроенной памятью объёмом порядка 32 КБ), которые в зависимости от способа связи выделяют:[1]
  - бесконтактные карты (RFID, например, NFC)
  - контактные карты (ISO/IEC 7810, ISO/IEC 7816 и другие)
- комбинированные магнитно-чиповые карты, содержат как чип, так и магнитную полосу

## Виды персонализации карт
- штрих-код — нанесение на карту цифро-буквенной информации, закодированной в виде штрихов;
- Эмбоссирование (тиснение) — нанесение на поверхность пластиковой карты цифро-буквенной информации в виде рельефных знаков с возможным последующим окрашиванием. Обеспечивает возможность механического копирования данных (напр., с помощью импринтера). Тиснение знаков возможно только при горизонтальной ориентации карточки. Тиснение осуществляется двумя видами шрифтов: высотой 4,5 мм — большой (только цифры); высотой 3 мм — малый (цифры и буквы).
- индент-печать — нанесение на поверхность пластиковой карты цифро-буквенной информации в виде плоских знаков с возможным последующим типированием (окрашиванием). Характерно для карт, предназначенных только для «электронного» использования;
- магнитная полоса — нанесение на карту магнитного носителя информации с последующей записью на него информации; имеет три трека для записи: один для цифробуквенной информации и два трека для цифр.
- подписная панель — специальный слой, нанесённый на поверхность карты, позволяющий делать надписи;
- scratch (скретч)-панель — непрозрачный защитный слой, наносимый на поверхность карты поверх защищаемой информации (пин-код, выигрышное слово, код пополнения счета и т. д.);
- чип — микропроцессорный носитель информации, который вмонтирован в карту. Либо имеет контактную площадку, либо использует радиосвязь (RFID).

## Виды защиты карт
- голограмма
- микрошрифт, микроэлементы
- overprint
- гильоширные узоры
- ирисная печать
- УФ-видимые краски
- Эмбоссирование (тиснение) — размещённые в зонах тиснения сведения предназначены для зрительного чтения и оптического распознавания, а также получения отпечатков способом контактного копирования (то есть с использованием импринтеров) как способ защиты от подделки;
- голографическая ламинация
- оригинальная подпись владельца — размещённая на оборотной стороне пластиковой карты полоса для подписи служит дополнительной защитой от подделки.
- сложная нестандартная форма карты — довольно редкое явление, в связи с высокой ценой вырубных штампов, чаще всего используется в организациях, где практикуют изготовление нестандартных пластиковых изделий, например, пластиковых брелоков
- нестандартное оформление поверхности (использование ламинационных зеркал с микрогравировкой защитных элементов, печать на специальных видах пластика, например, лентикулярном), использование фактурных ламинационных плёнок

## Технология производства платежных карт

### Технология производства карт с магнитной полосой
Производство банковских карт — сложный технологический процесс, требующий наличия специального оборудования и материалов. Помимо этого, заготовки карт, содержащие признаки платёжности и элементы защиты платёжных систем, могут выпускаться исключительно на предприятиях, прошедших сертификацию как по менеджменту качества, так и по физической и логической защищенности производства согласно стандартам платёжных систем.
Процесс производства карт с магнитной полосой можно разделить на несколько этапов:
- печать заготовок лицевой и оборотной стороны карт.
- компоновка многослойной основы карт, её объединение в общий пакет и припрессовка магнитных полос (эти операции производятся на отдельном рабочем месте).
- процесс спекания многослойной основы с элементами полиграфического оформления, ламинатом и магнитной полосой производится на специальном многоэтажном прессе при поддержании заданной температуры и давления, контролируемых микропроцессорной системой с последующим охлаждением пакета. В то время как одна партия листов проходит горячую обработку, другая охлаждается. Такая организация технологического процесса обеспечивает непрерывность производства.
- подача готовых листов с магнитными полосами на резательную машину. После предварительной разрезки листов на полосы (при технологической необходимости) происходит окончательная вырубка заготовок с магнитной полосой.

Затем заготовка с магнитной полосой в зависимости от задачи попадает на другие этапы производства — персонализацию и считывание информации, контроль качества записи.
Однако технология магнитных карт, как известно, имеет существенные недостатки, к которым относится возможность считывания, уничтожения и перезаписи информации практически любым пользователем, имеющим доступ к соответствующему устройству записи и считывания. По этой причине карты с магнитной полосой не в полной мере подходят для хранения конфиденциальной информации.
Благодаря интенсивному развитию микроэлектроники в начале 1970-х годов, когда специалисты научились создавать микросхемы, обладающие функциями хранения информации с возможностью выполнения арифметических операций, которые занимали площадь всего несколько квадратных миллиметров на одном чипе, стало возможным появление технологии микропроцессорных или смарт-карт.

### Технология производства микропроцессорных карт (смарт-карт)
Главным компонентом микропроцессорной карты является модуль — функционально законченное изделие, позволяющее поместить микросхему в пластиковую карту и в дальнейшем взаимодействующее с терминалом. Модуль защищает микрокристалл от нежелательных внешних воздействий, в частности, от попадания на него влаги, из-за чего он может прекратить функционирование. Для контактной смарт-карты на модуле должны существовать контакты, взаимодействующие с терминальным устройством. В корпусе бесконтактной смарт-карты прокладывается шина, соединяющая модуль со входами интерфейсной микросхемы, которая встраивается в пластиковую карту вместе с другими её элементами.

#### Основа для монтажа микрокристалла
При создании модуля микрокристалл присоединяется к основе, представляющей собой разновидность печатной платы, которая определяет топологию модуля, в том числе способ монтажа микрокристалла и места присоединения его выводов. На готовой смарт-карте видимая металлизированная поверхность контактных площадок является одной из сторон основы.
Топологии, применяемые конкретными производителями модулей, и топологии различных микросхем смарт-карт могут различаться.
На первоначальном этапе развития технологии смарт-карт выводные рамки производились только в виде пластин или полос, из которых отдельные рамки могли быть вычленены по отдельности. В настоящее время широко используется метод производства, в котором рамки расположены на свернутой в рулоне ленте. Перфорированную ленту можно использовать в оборудовании, необходимом для автоматизированного производства модулей. Рулоны с выводными рамками изготавливаются из гибкого фольгированного полиэфирного стеклопластика. Толщина слоя медной фольги составляет около 30 мкм. На ленте методом травления формируется контур, соответствующий топологии контактных площадок модуля. Затем поверхность контактов подвергается золочению с толщиной слоя 35 мкм, выполненному по подслою никеля, наносимого на медную поверхность выводной рамки. В ряде случаев контактные площадки металлизируются никелем с толщиной слоя 6 мкм.

#### Присоединение микрокристалла
На следующем этапе происходит прикрепление микрокристалла к выводной рамке. Этот процесс называется присоединением кристалла. Он заключается в приклеивании кристаллов на место, обозначенное на выводной рамке. Клей выдавливается шприцем на поверхность выводной рамки, микросхема помещается сверху и прижимается. Микросхема, выводная рамка и клей подвергаются термофиксации.

#### Монтаж микрокристалла
После того, как микросхема приклеена, её нужно присоединить к контактным площадкам выводной рамки. В настоящее время широко используются два различных метода монтажа микрокристалла.
При первом методе выводные рамки прикрепляются пайкой к кристаллу, на контакты которого специальным образом наносится припой. Для этой цели на контакты кристалла могут накладываться медные шарики, которые затем обволакиваются припоем.
Второй процесс называется проволочным монтажом. Фрагмент проволоки толщиной 27 мкм прокладывается от микросхемы к каждой из контактных площадок. В настоящее время в качестве материала для изготовления проволоки в основном используется золото. Однако, некоторые компании продолжают использовать алюминий или серебро. Несмотря на более высокую стоимость, использование золота имеет ряд преимуществ. Золотая проволока является наиболее подходящим материалом при высоком темпе работы сборочного оборудования, так как она обладает высокой пластичностью и не рвется при подаче с бобин. Самым существенным из них является то, что золото не подвержено коррозии, имеющей место при использовании алюминиевой проволоки в комплексе с золотой выводной рамкой, а также то обстоятельство, что алюминиевый монтаж всего за два-три месяца может стать хрупким, что неприемлемо для смарт-карт, срок службы которых составляет не менее семи лет по стандартам ISO.

#### Герметизация
После того, как монтаж проволоки завершен, производится герметизация модуля путём покрытия его обратной стороны полимером для защиты от воздействия внешней среды.

#### Формирование углубления в карте
На следующем технологическом этапе происходит соединение модуля с пластиковой картой. Для того, чтобы в пластиковой карте разместить модуль, в её поверхности должно быть сделано углубление (кавитет) по размеру без нарушения требований стандартов ISO по толщине карты (она должна составлять 0,76 мм).
Формирование углубления в карте может быть выполнено несколькими способами:
- склеиванием трёх-четырёх слоев листового пластмассового материала, обычно поливинилхлорида. Затем — фрезерование отверстия по посадочному размеру модуля;
- изготовлением карт с помощью метода литья под давлением, создающего углубления по заданным параметрам. В этом случае карточка изготавливается из АБС-пластика или поликарбоната.

#### Имплантация модуля
После того, как в пластиковой основе сделано углубление, модуль может монтироваться в карту на клеевую плёнку с последующей термофиксацией под давлением. Процесс приклеивания активизируется нагреванием и давлением. Готовую карту можно тестировать, программировать и проверять, а затем использовать для конкретных приложений. Другой вариант имплантации модуля — использование жидкого клея на основе цианкрилата. При использовании этого метода модуль вдавливается в углубление, что обеспечивает растекание клеевой массы, дозированно нанесённой точечным способом, толщиной примерно 20 мкм. После этого происходит полимеризация клея.

### Технология производства бесконтактных микропроцессорных карт
При формировании многослойной основы с элементами полиграфического оформления в пакете присутствуют инлеты (микросхемы со смонтированным в виде нескольких петель проводником, выполняющим функцию антенны), как правило, размещённые в середине слоя. Расположение микросхем в заготовке совпадает с размещением карт на листе и оптимизировано для всех технологических этапов — печати, спекания, вырубки. После процесса спекания в ламинаторах листы подаются в вырубные прессы, где и происходит вырубка заготовок, уже содержащих в толще материала бесконтактные микросхемы. Далее происходит процесс персонализации.

## Карты оптической памяти (лазерные карты)
Карты оптической памяти имеют большую ёмкость, чем карты памяти, но данные на них могут быть записаны только один раз. В таких картах используется WORM-технология (write once read many, то есть однократная запись — многократное чтение). Запись и считывание информации с такой карты производится специальной аппаратурой с использованием лазера (откуда другое название — лазерная карта). Технология, применяемая в картах, подобна той, которая используется в лазерных дисках. Основное преимущество таких карточек — возможность хранения больших объёмов информации, свыше 4 мегабайт. Носителем информации на них является оптическая лента. На одной такой карточке можно разместить до 2000 страниц текста. Помимо текстовой информации, на оптической карте можно хранить графические, звуковые, программные файлы и т. п.
Запись/считывание информации производится на основе оптической технологии. Обеспечивается возможность многоуровневой защиты информации.
Устройство ввода/ вывода данных на лазерную карту легко подключается к обычному персональному компьютеру и позволяет работать в режиме WORM. Записанную на карте информацию нельзя стереть, но существует возможность многократного ввода данных на носитель в пределах имеющегося объёма памяти.
При этом WORM обеспечивает постоянное хранение истории записи информации на карту и попыток доступа к данным.
Лазерные карты предназначены для хранения информации и создания банков данных в медицинских учреждениях, архивах и библиотеках.
Области применения лазерных оптических карт:
- службы безопасности — хранение данных для биометрической идентификации (образцы подписи, отпечатки пальцев, отпечатки ладоней). Лазерные карты могут использовать многоуровневую защиту в виде магнитных кодов, штрих-кодов, цветной термопечати и т. д.;
- медицина — хранение историй болезни пациентов, рентгенограмм, результатов анализов, ЭКГ, УЗИ, предписание врачей и т. д.;
- страхование — хранение атрибутов страхового полиса, паспортных данных владельца, полной информации об объектах страхования (имущество, недвижимость, автомобиль, здоровье и пр.);
- архивы и библиотеки — хранение текстов и рисунков и т. д.;
- хранение данных по автотранспортным средствам;
- водительское удостоверение;
- удостоверение личности;
- банковские карты.

В банковских технологиях оптические карточки распространения пока не получили вследствие высокой стоимости как самих карточек, так и считывающего оборудования.

## Технология производства заготовок карт

### Метод ламинирования
Метод ламинирования применяется сейчас для большей части изготавливаемых пластиковых карт, к которым предъявляются повышенные требования. При ламинировании отдельные слои листового материала формируются в цельный остов карты под воздействием высоких температур и давления.
Для формирования многослойных листов основы карт в технологической цепи их
производства используются мощные гидравлические прессы с подогревом и охлаждением. Пресс контролирует встроенная микропроцессорная система, задающая циклы формирования каждого вида изделия. Конструкция современных прессов предусматривает обогрев одной стопы и охлаждение другой. В формовочных плитах прессов имеются каналы для ускоренного водяного охлаждения после завершения нагрева. Такая мера также обеспечивает непрерывный технологический процесс.
В процессе производства листы, загруженные в специальные ячейки, подаются со столов с роликами в загрузочные секции пресса, которые поочередно подводятся подъемным механизмом под уровень сборочного стола. Загруженные секции пресса механически помещаются в нагревательно-прессовальный узел.
При завершении цикла нагрева процесс повторяется: охлаждённые ячейки со спрессованными листами поочередно выдвигаются из пресса на сборочные столы. Здесь снимаются верхние полированные металлические пластины, обеспечивающие требуемую гладкость поверхности, а готовые листы многослойного пластика подаются на конвейер для дальнейшей обработки или складируются.

### Автоматизированные резательные и вырубные машины
Резательная машина и вырубной пресс-перфоратор снабжены оптической системой позиционирования листа, обеспечивающей индивидуальную сверку расположения полиграфического оформления с эталоном для каждой карточки на этих этапах процесса. Это позволяет выдерживать точность изготовления до + 0,01 мм на всех этапах создания изделия независимо от усадки материалов в процессе послойного формирования многослойного листа.
Оператор укладывает полиграфически оформленные, подвергнутые горячему формированию и проверке на качество, листы пластика на стапельную доску, после чего разрезает их до требуемого размера. При этом маркируются некондиционные карты. Разрезанные листы подхватываются с рабочего стола вакуумным подъемным устройством и устанавливаются на фотоэлементы резательной машины. Захваты позиционируют лист с помощью шаговых двигателей, управляемых датчиками системы позиционирования печати. После позиционирования лист зажимается и вырубается на отдельные карты, которые автоматически по конвейеру подаются в приемные устройства.
Отделочный вырубной пресс с автоматическим позиционированием печати рассчитан на автоматический приём от резательной машины полос с картами из ПВХ, АБС или других материалов, толщиной от 0,4 до 0,8 мм.
Чистовой вырубной пресс выполняет окончательную вырубку карт в соответствии со стандартными размерами по ISO и позволяет изготовить миллионы карт в течение гарантированного срока его службы. Он обеспечивает обрезку карт с получением высококачественной хорошо выраженной кромки. Перфораторы могут быть рассчитаны на работу с любыми форматами листов при производительности 30 000 карт в час и более.
Вырубленные карты автоматически доставляются конвейером к другим отделочным участкам в темпе, соответствующем заданной производительности линии.
Аппараты для нанесения голограмм позволяют уменьшать отходы дорогостоящего сырья и брак фольги. Типичный современный аппарат включает сдвоенный канал для одновременного тиснения голограмм на двух карточках при производительности до 7500 карт в час.
Карты подаются из сдвоенного магазина в два канала, каждый из которых имеет индивидуальный датчик оптического обнаружения изображения и геометрической привязки каждой накладываемой голограммы.
В аппаратах предусматривается возможность независимого возвратно-поступательного перемещения оптических датчиков по каждому каналу аппарата, что обеспечивает необходимую позиционную точность.
После операции тиснения ножи отделяют лишнюю фольгу от поверхности карточки, создавая ровную кромку. Готовые карточки автоматически направляются на специальный переворачивающий карты конвейер, подающий их к устройству тиснения панелей для подписи.
Устройство тиснения панелей для подписи аналогично голограммному аппарату и включает сдвоенные каналы для их одновременного наложения на две карты, прошедшие процесс вырезки на отделочном штампе. Его производительность составляет до 8000 карточек в час.
В устройстве тиснения подписных панелей, как и в голограммном аппарате, имеются самовыравнивающиеся головки, которые управляются независимо и обеспечивают выдержку заданной температуре, необходимой для припрессовки подписных панелей к поверхности карты на заданном месте. Независимые регуляторы температуры с цифровым отсчётом в каналах этих устройств обеспечивают прецизионное регулирование подогрева головок.
Готовые карточки направляются в сдвоенный магазин для автоматической подачи их на инспекционный участок конвейера.

### Контроль и упаковка заготовок
Карты, поданные конвейером в инспекционный коллектор, направляются под контролирующую головку, где одновременно полностью проверяются обе их стороны. При этом контролируются следующие параметры:
- верность позиционирования печатного изображения относительно края карты;
- цветовые характеристики, оттенки;
- верность позиционирования магнитной полосы;
- верность позиционирования голограммы;
- верность позиционирования панели для подписи;
- микротрещины, царапины;

Прошедшие электронную инспекцию карточки сбрасываются на конвейер для визуального контроля на предмет обнаружения дефектов послойного формования или присутствия пыли, а также дефектов, которые не могут быть обнаружены данным электронным контролирующим устройством.
В конце линии установлено автоматическое упаковочное устройство, на которое поступают карты, прошедшие инспекционный участок конвейера. Устройство отсчитывает требуемое число карточек для укладки в коробки, которые после закрытия обертываются термоусадочной плёнкой.

### Метод литья под давлением
Литьё под давлением используется главным образом при изготовлении электронных телефонных, а также SIM-карт для мобильных телефонов. В последнее время по этой технологии производят бесконтактные микропроцессорные пластиковые карты. При этом способе изготовления карт полиграфическое изображение наносится на каждую карту в отдельности, а затем они покрываются лаком, который служит защитной плёнкой вместо ламината. Углубление для имплантации чипового модуля формируется пресс-формой. В качестве сырья используется гранулированный акрилнитрил-бутадиен-стирол (АБС). Гранулы подаются в бункер, а затем поступают в зону разогрева. Расплавленная масса порционно впрыскивается под большим давлением в форму, как правило, рассчитанную на изготовление нескольких заготовок. Одна из проблем, которую приходится решать при выпуске карт методом литья под давлением, является удаление облоя, образующегося при выемке готовых карточных заготовок из форм.

### Материалы для изготовления карт
В настоящее время наиболее часто применяемым для изготовления карточек материалом остается поливинилхлорид (ПВХ). Он легко поддается обработке и достаточно устойчив к температурным режимам, в которых используются карты. Кредитные карточки во всем мире производятся исключительно из ПВХ.
Поливинилхлорид, употребляемый как основа карт, может быть окрашен в различные цвета. Он нейтрален по окраске — это особенно благоприятно при изготовлении цветной печати, цвета которой не искажаются, а белый цвет остается чистым.
Из-за наличия хлора в составе поливинилхлорида его относят к вредным для окружающей среды веществам, а исходный материал — винилхлорид — является канцерогенным веществом. Однако поливинилхлорид может быть использован вновь и по этой причине не загрязняет окружающую среду.
ПВХ используется особенно часто при изготовлении карт методом ламинирования. В технологии изготовления карт литьём под давлением он не применяется.
Акрилнитрил-бутадиен-стирол (АБС) является аморфным термопластиком так же, как и ПВХ. Его отличают высокая прочность и термостойкость. АБС имеет весьма ограниченные возможности при окраске внутреннего слоя и ламината. Отрицательного воздействия на окружающую среду у АБС не выявлено. Исходный материал бензол, используемый для его изготовления, относится к канцерогенным веществам.
В настоящее время из АБС изготавливают SIM-карты для мобильных телефонов, карты медицинского страхования.
В сфере упаковочных материалов традиционно применяется полиэтилен-терефталат (ПЭТ), известный как полиэстер. ПЭТ — термопластик, который используется при производстве только таких карт, для которых важна их безвредность для окружающей среды, и не предъявляются жесткие требования к термостойкости. Кроме того, необходимо учитывать, что материал ПЭТ имеет весьма ограниченные возможности при окраске. Отрицательного воздействия на здоровье и окружающую среду у материала ПЭТ не выявлено. Переработка для повторного использования производственных отходов, полученных в процессе изготовления пластиковых карт, а также отслуживших пластиковых карт, связана с большими затратами из-за того, что они покрыты полиграфической краской. ПЭТ используют в технологиях ламинирования и литья под давлением.
Кроме уже названных материалов, для изготовления пластиковых карт используется поликарбонат (ПК), который устойчив к высоким температурам и используется прежде всего для изготовления высококачественных карт. ПК хорошо поддается окраске, однако не может быть переработан и использован повторно.
Смесь из ПВХ и ПК используется некоторыми производителями карт для термостойких SIM-карт мобильных телефонов. Эту карту, однако, нельзя сравнить с карточкой, изготовленной исключительно из ПК. Использование для производства карточек смеси ПК с ПВХ имеет скорее чисто экономические, чем экологические причины, так как карточки из ПК дорогостоящи, а их изготовление достаточно сложно.
ПК может быть использован в технологиях ламинирования и литья под давлением.